# Menz (Stechlin)
Menz ist eine ehemals selbständige Gemeinde im Norden des Landkreises Oberhavel in Brandenburg. Sie ist seit dem 27. September 1998 ein Ortsteil der Gemeinde Stechlin.
Menz liegt zwischen Rheinsberg und Fürstenberg/Havel unmittelbar am Roofensee und grenzt an das Waldgebiet der Menzer Heide mit dem Großen Stechlinsee. Das Naturschutzgebiet Stechlin und das Landschaftsschutzgebiet Fürstenberger Wald- und Seengebiet grenzen direkt an die Ortslage. Das märkische Dorf liegt im Naturpark Stechlin-Ruppiner Land im nördlichen Teil des Landkreises Oberhavel, 80 Kilometer nördlich von Berlin.

## Geschichte

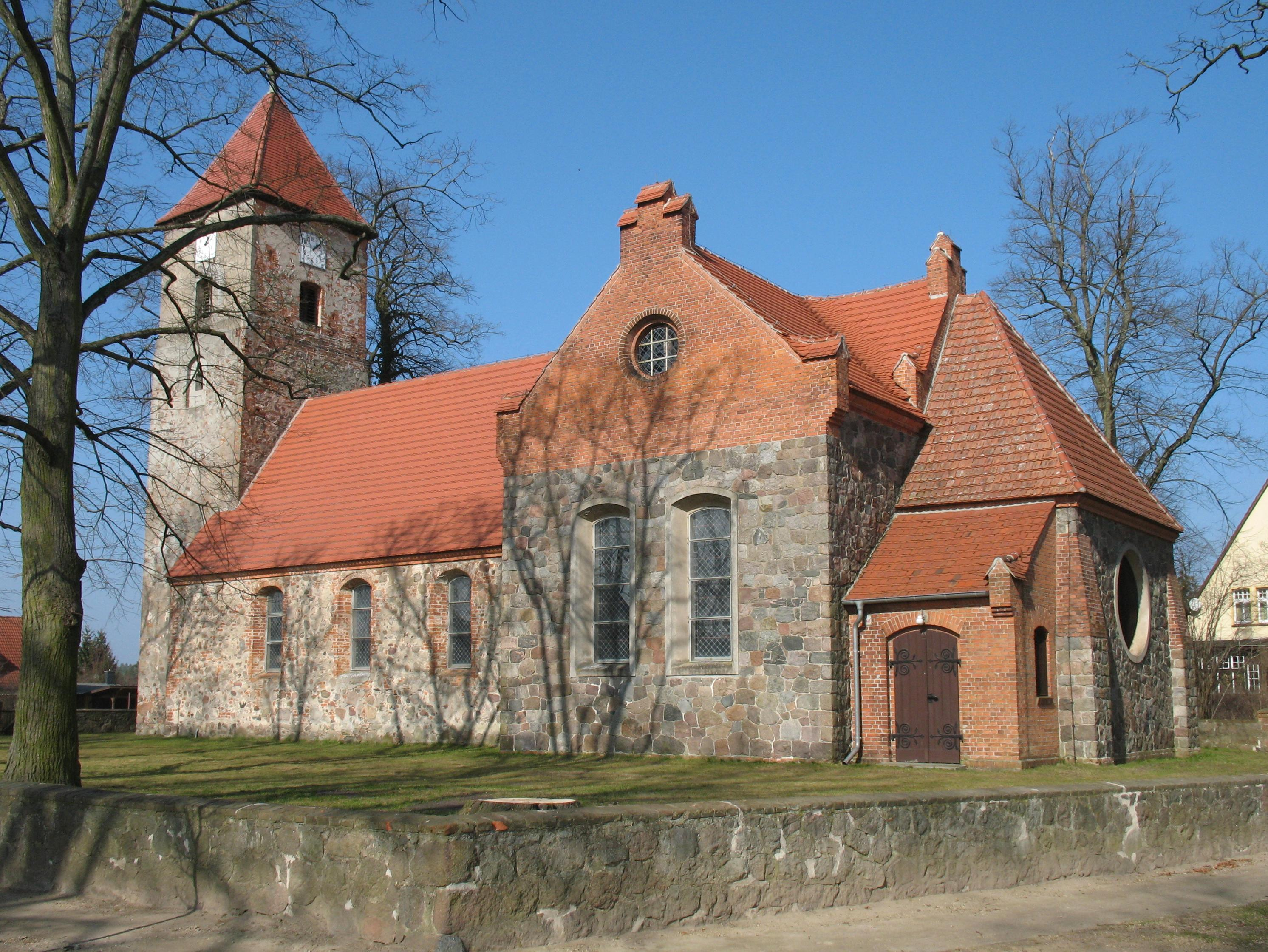
Dorfkirche

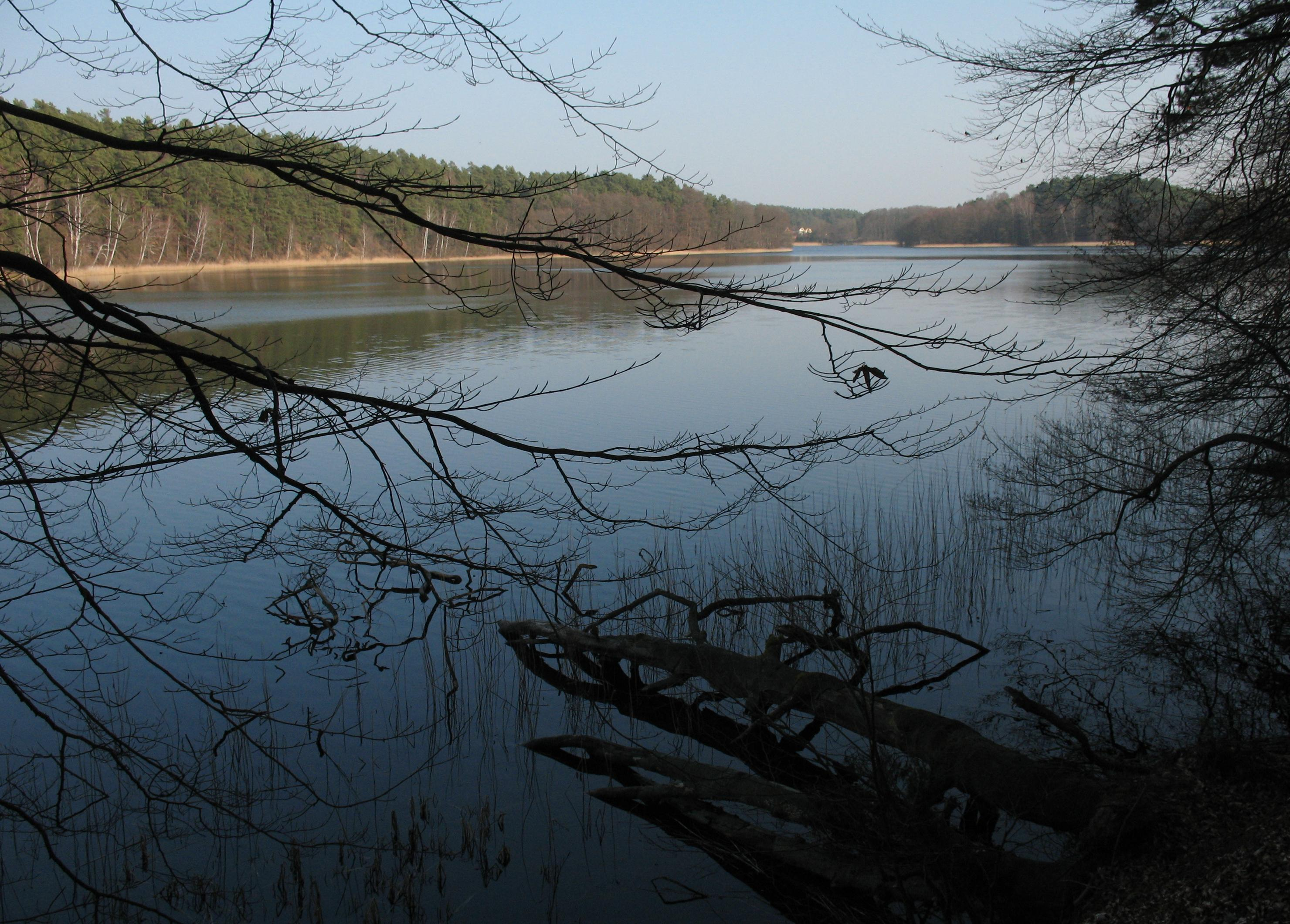
Roofensee

Menz wurde erstmals 1290 urkundlich erwähnt. Archäologische Spuren reichen jedoch weit in die Zeit der slawischen Besiedlung zurück. Auf dem 300 m westlich des Ortes am Roofensee liegenden Wallberg befand sich ein slawischer Burgwall (Turmhügel) mit vorgelagerter Siedlung.
Der Rittersitz ging Anfang des 13. Jahrhunderts in den Besitz von Johannis Mentiz, einem Gefolgsmann der Grafen von Lindow-Ruppin über. Die Grenzlage setzte den Marktflecken wiederholt im Zeitraum von 1420 bis 1438 Raubzügen mecklenburgischer Ritter aus. 1524 kam Menz als Teil der Herrschaft Ruppin an die Mark Brandenburg. Im Jahre 1638 wurde der Ort zusammen mit weiteren 28 Siedlungen von den aus dem Kreis Ruppin abziehenden kaiserlichen Truppen unter General Gallas eingeäschert.
Seit dem 18. Jahrhundert entwickelte sich Menz, begünstigt durch Forst- und Seenbesitz, zu einem der wohlhabendsten Amtsdörfer im Kreis Ruppin. In der zweiten Hälfte des 18. Jahrhunderts wurde die Menzer Heide fast völlig kahlgeschlagen, nachdem der Bau des Polzowkanals die Voraussetzung zur Verschiffung der Hölzer über die Havel nach Berlin geschaffen hatte.
Das älteste Gebäude von Menz ist die Dorfkirche Menz, eine Feldsteinkirche aus dem 13. Jahrhundert, die nach dem Dreißigjährigen Krieg wiederholt umgebaut wurde.

## Bevölkerungsentwicklung
| Jahr | Einwohner |
| ---- | --------- |
| 1875 | 718       |
| 1890 | 796       |
| 1925 | 636       |
| 1933 | 646       |
| 1939 | 643       |

| Jahr | Einwohner |
| ---- | --------- |
| 1946 | 924       |
| 1950 | 979       |
| 1964 | 794       |
| 1971 | 781       |
| 1981 | 670       |

| Jahr | Einwohner |
| ---- | --------- |
| 1985 | 664       |
| 1989 | 660       |
| 1990 | 661       |
| 1991 | 647       |
| 1992 | 630       |

| Jahr | Einwohner |
| ---- | --------- |
| 1993 | 624       |
| 1994 | 622       |
| 1995 | 606       |
| 1996 | 606       |
| 1997 | 612       |

Gebietsstand des jeweiligen Jahres

## Kultur und Sehenswürdigkeiten

### Museen

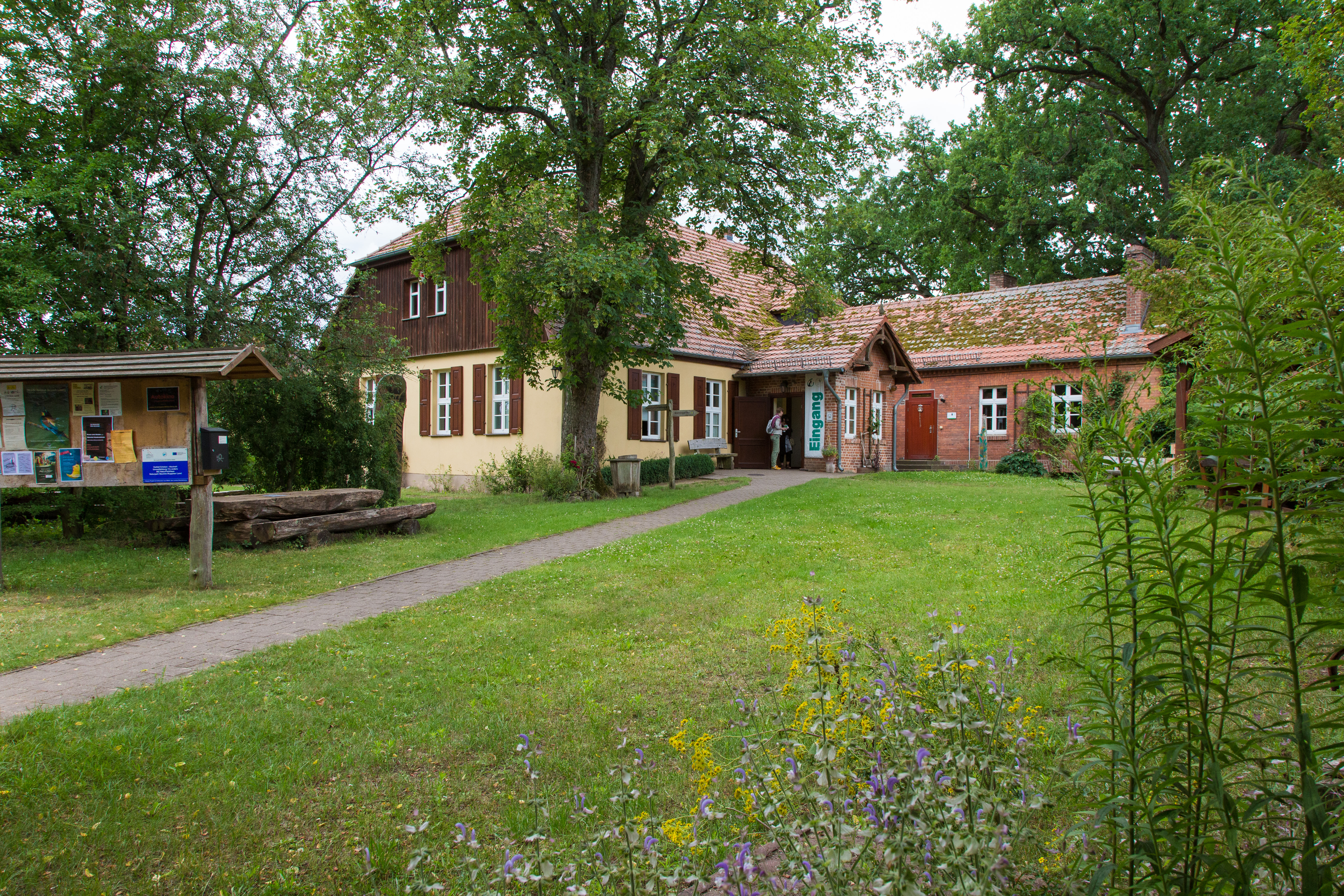
NaturParkHaus Stechlin in Menz

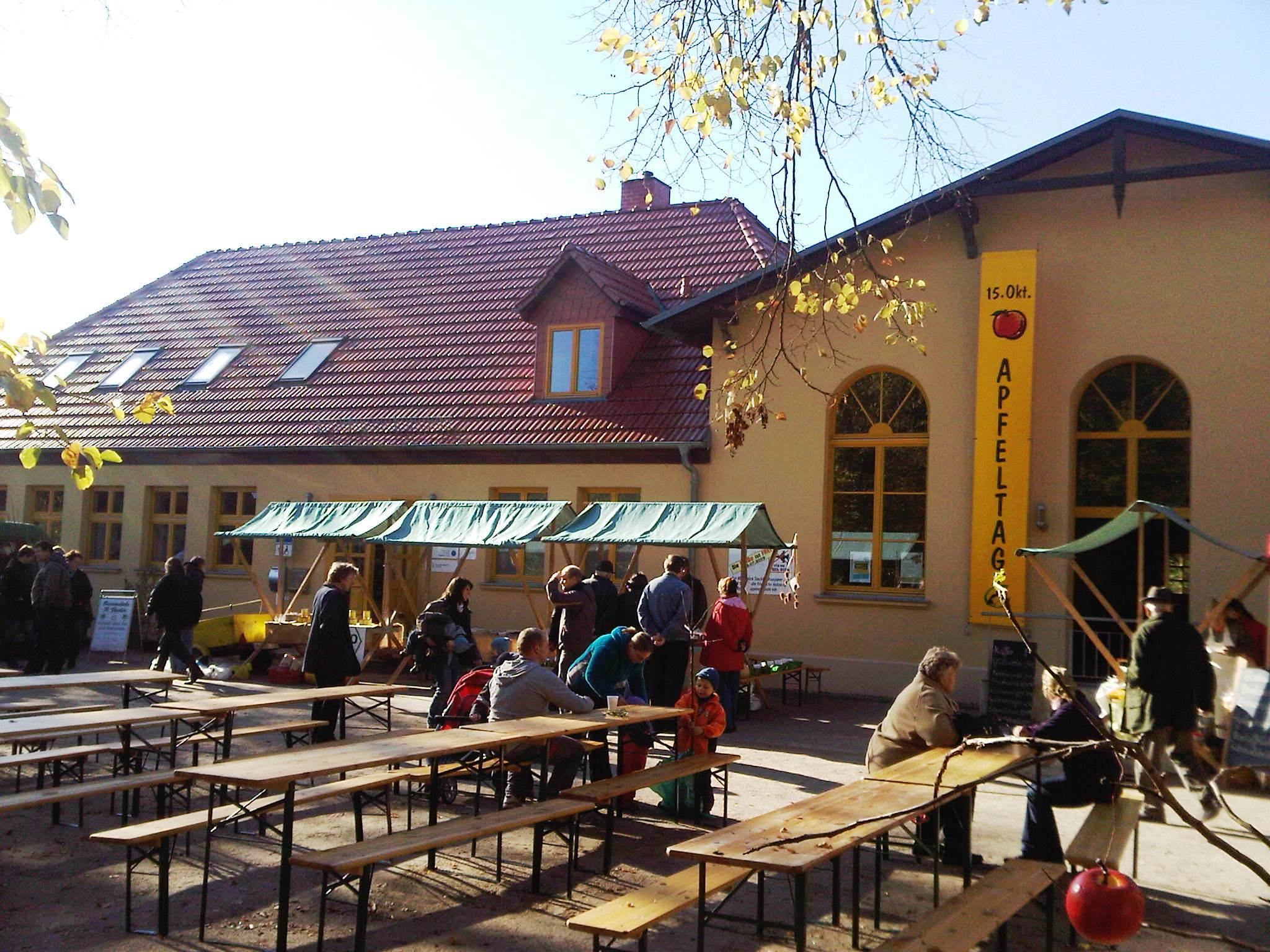
Regionalwerkstatt Stechlin

Das NaturParkHaus Stechlin ist das Besucherzentrum des Naturparks Stechlin-Ruppiner Land. Es befindet sich in der Dorfmitte im Gebäude der alten Oberförsterei. Es gibt eine Dauerausstellung, wechselnde Veranstaltungen und Tourismusinformationen. In der Regionalwerkstatt Stechlin auf einem benachbarten Grundstück werden  wechselnde Ausstellungen zu regionalen Themen gezeigt.

### Denkmal
Ein viereckiger Feldsteinbau ist 1926 als Kriegerdenkmal für die Gefallenen der Gemeinde erbaut worden. An drei Seiten ist jeweils eine an die Gefallenen des Ersten Weltkriegs erinnernde Gedenktafel angebracht. An der vierten Seite befindet sich eine Gedenktafel für die Gefallenen des Zweiten Weltkriegs. 1987 wurden sie von Herrn J. Braun aus Menz restauriert.

### Kirche

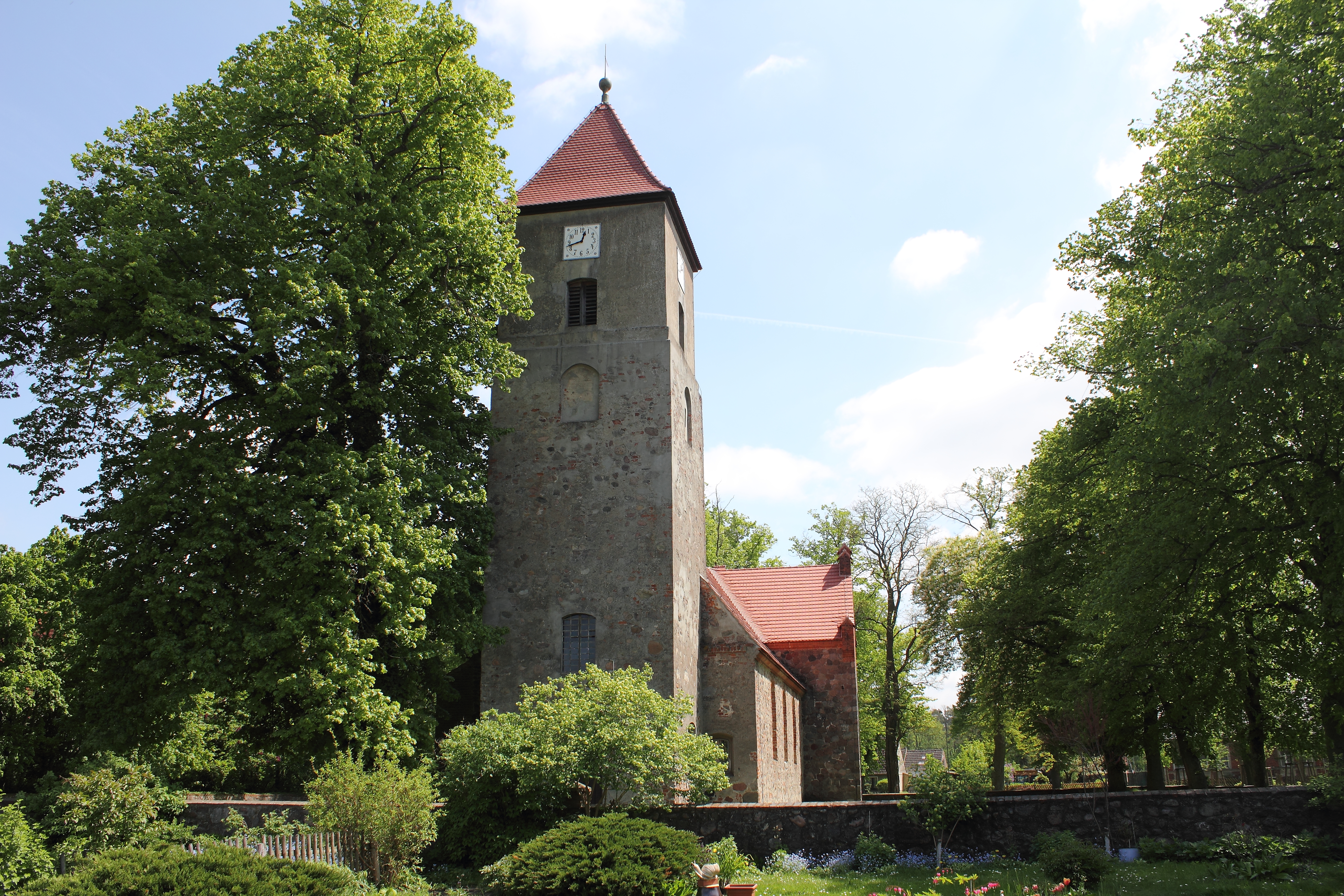
Kirche von Menz

Mitten im Dorf steht eine Feldsteinkirche, die 1585 vollendet wurde. Im Jahre 1772 erhielt der Kirchturm seine heutige Form. Aus dem 17. Jahrhundert stammen die historischen Hofanlagen.
Im Inneren der Kirche sieht man das Holztonnengewölbe und eine Wendetür aus dem 13. Jahrhundert. Die Rundfenster zeigen Christus als Weltherrscher.
2002 wurde eine einmanualige Orgel eingeweiht.

### Rundweg um den Roofensee
Um den Roofensee herum führt ein Fuß- und Laufweg, an dem es auch mehrere Badestellen gibt. Informationsmaterial und einen Rucksack für den Wasser- und Walderlebnispfad und den Moorlehrpfad gibt es im NaturParkHaus Stechlin in Menz.

### Waldfest
Kulturelles und gesellschaftliches Highlight ist das jährlich stattfindende Waldfest, das 2023 bereits zum 28. Mal stattfindet. Beim Waldfest feiern die Menzer Eingeborenen den Wald sowie den Roofensee und messen sich seit 2002 beim IronMenz, einem Triathlon, der aus den Disziplinen Schwimmen, Radfahren und Crosslauf besteht. Auch Reden, Gottesdienste sowie Wanderungen und Radtouren zählen zum Programm. Veranstaltet wird das Waldfest von der Gemeinde Stechlin-Ortsteil Menz, dem Landesbetrieb Forst Brandenburg und dem Naturpark Stechlin–Ruppiner Land gemeinsam mit der Menzer Feuerwehr und den im Dorf ansässigen Vereinen sowie weiteren ehrenamtlichen Helfern.